# Ellenfél nélkül
Az Ellenfél nélkül az LGT „utolsó”, 1984-es albuma. Az 1990-es években több válogatás és más CD-kiadvány is megjelent; következő, új dalokat tartalmazó albumuk az 1997-es 424 – Mozdonyopera.

## Az album dalai
1. Ellenfél nélkül (Karácsony János/Sztevanovity Dusán) – 7:15
2. Béke van (végtelen) (Somló Tamás/Sztevanovity Dusán) – 4:53
3. Próbatánc a Broadwayn (Karácsony János/Sztevanovity Dusán) – 4:11
4. Banális blues (Presser Gábor) – 4:15
5. Az üvegember (Presser Gábor/Sztevanovity Dusán) – 0:20
6. A szívbajt hozod rám (Presser Gábor) – 5:29
7. III. világ (Presser Gábor) – 2:47
8. A nagy radír (Somló Tamás/Sztevanovity Dusán) – 5:54
9. Éjszakai vonatozás (Presser Gábor/Sztevanovity Dusán) – 5:25

## Közreműködők
- Karácsony János – ének, gitár, basszusgitár, Moog szintetizátor, vocoder
- Presser Gábor – ének, zongora, PPG 2.2, Rhodes Chroma, Yamaha Dx 7, vocoder, Emulator, szintetizátor program, harmonika, JKB K, szintetikus ütőhangszerek
- Solti János – dob, Simmons és Linn dob, Synsonic, dobcomputer program, Roland Drumatix, Paiste, Linn-tom basszus, marching dob, gong, ütőhangszerek, Rototon, Grand Cassa
- Somló Tamás – ének, basszusgitár, vocoder, Lyricon, szaxofon, Moog szintetizátor
- Sztevanovity Dusán – dalszövegek

### Produkció
- Kiss István – hangmérnök, zenei rendező, szintetizátor program
- Rozgonyi Péter – felvételvezető
- ifj Madarassy Walter – szobor
- Karászi László – szobor
- Huschit János – fényképek
- Gáti György – fényképek
- Kozma Péter – borítóterv és grafika

Külön köszönet (a zenekartagok, valamint Kiss István nevének anagrammái):
- Los Tamamos
- Niv Á Stikss
- Peres B. Garros
- Sonja Litos
- Sonny Jo Carakas